# Конвелишский сельсовет
Конвелишский сельсовет — административная единица на территории Вороновского района Гродненской области Республики Беларусь. Административный центр — агрогородок Конвелишки.

## Состав
Конвелишский сельсовет включает 34 населённых пункта:
- Ажуболи — деревня.
- Ажукольни — деревня.
- Александрина — хутор.
- Балькуны — деревня.
- Белужишки — деревня.
- Били — деревня.
- Большие Лепи — деревня.
- Батяны — деревня.
- Гайтюнишки — деревня.
- Головни — хутор.
- Дегутка — деревня.
- Катримовщина — деревня.
- Кижбы — деревня.
- Климаны — хутор.
- Конвелишки — агрогородок.
- Малые Конвелишки — деревня.
- Кулькишки — деревня.
- Лентишки — деревня.
- Ловцы — деревня.
- Лущики — деревня.
- Малые Лепи — деревня.
- Мариамполь — хутор.
- Масюны — деревня.
- Околица Лепи — деревня.
- Подгай — деревня.
- Подегути — деревня.
- Раклишки — деревня.
- Свилы — деревня.
- Слёзки — деревня.
- Таврели — деревня.
- Утканы — деревня.
- Чижевск — деревня.
- Чирканцы — деревня.
- Яново — хутор.

## Культура
- Историко-краеведческий музей (1996 г.) в аг. Конвелишки

## Достопримечательность
- Гайтюнишский дом-замок в д. Гайтюнишки